# 全国町村議員会館

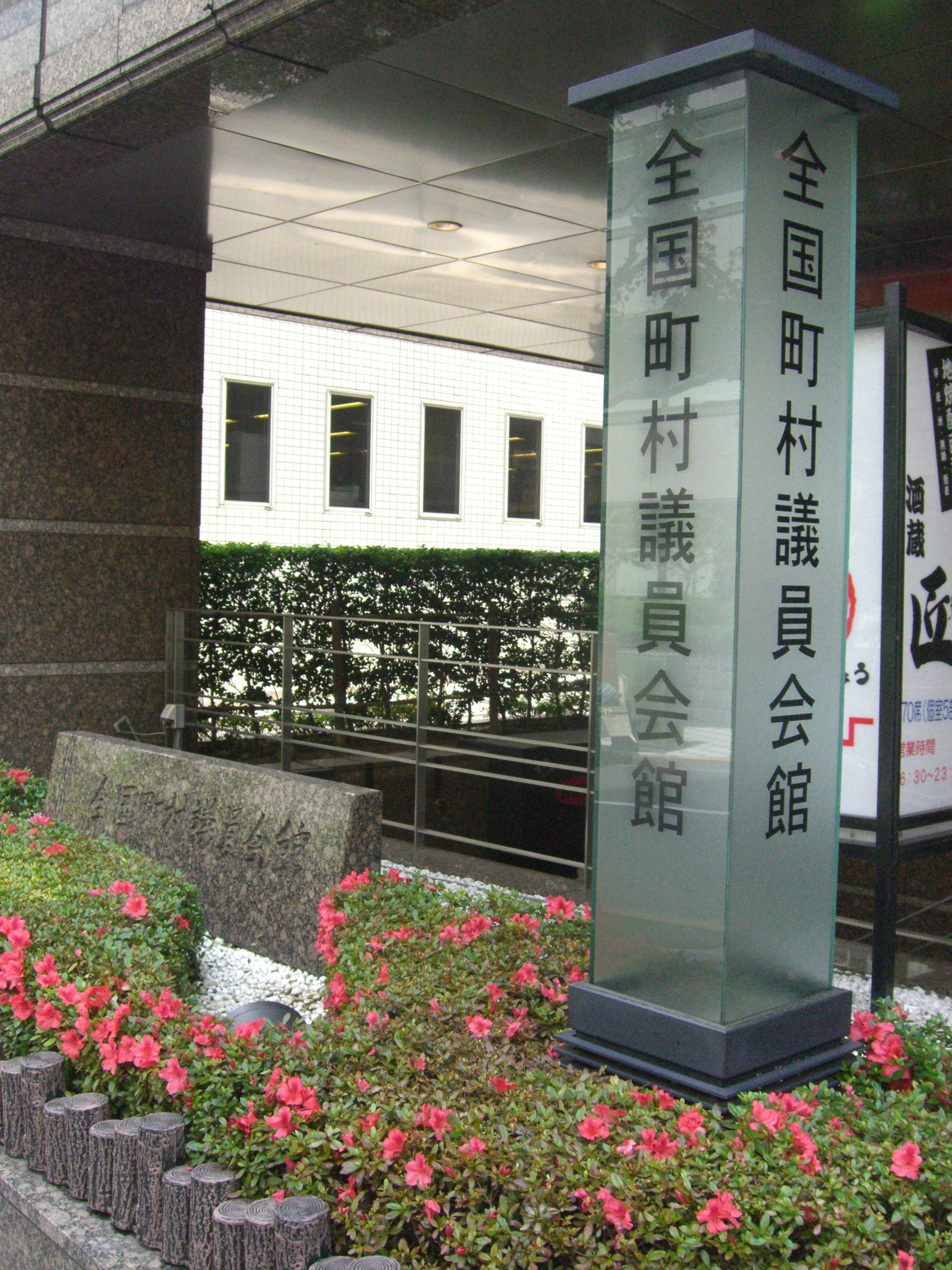
全国町村議員会館

一般財団法人全国町村議員会館（ぜんこくちょうそんぎいんかいかん）は、中央における全国の町村議会議員の活動拠点として設置された全国町村議員会館の運営を行っている法人。1971年（昭和46年）4月1日に設立された。元総務省所管。

## 概要
全国町村議会議長会の強い要望により、昭和43年に竣工した全国町村議員会館を運営し宿泊事業を行ってきたが、昭和46年4月に財団法人となった。昭和59年に宿泊施設を廃止し、以降は町村自治に関する調査研究、町村議員関係の会議及び研修の場の提供等の事業を行っている。なお、現在の建物は平成8年3月に建て替えられたものである。

### 組織
- 理事長 原伸一（福岡県赤村議会議長）
- 副理事長 小川勇（千葉県印旛村議会議長）
- 副理事長 野村弘（長野県上松町議会議長）
- 副理事長 杉原延享（兵庫県播磨町議会議長）
- 所在地 東京都千代田区一番町25番地